# Warnes (Bolivie)
Pour les articles homonymes, voir Warnes (homonymie).
Warnes est une ville du département de Santa Cruz en Bolivie. Il s'agit également de la capitale de la province d'Ignacio Warnes. 
En 2012, la population est de 30 964 habitants.
La ville est située à une altitude de 339 m.
L'aéroport international Viru Viru est situé dans cette ville. 